# Gyas annulatus
Gyas annulatus is een hooiwagen uit de familie Sclerosomatidae.